# Гемпель, Антон Иоахимович
Антон Иоахимович Гемпель (пол. Antoni Władysław Hempel; 13 июня 1865, Скорчице, Люблинский уезд — 19 декабря 1923, Сецехов, Лодзинское воеводство, Польша) — помещик, депутат Государственной думы II созыва от Люблинской губернии

## Биография
Польский дворянин. Сын Иоахима Станислава Александра Гемпеля (1821—1892) и его жены Эмилии, урождённой Морхонович (1836—1883). Выпускник Люблинской гимназии. С 1889 года студент агрономического факультета Новоалександрийского сельскохозяйственного института. В годы студенчества участвовал в работе национально-патриотической организации Союз польской молодежи «Зет», проводил пропагандистскую работу среди польской молодёжи в сельской местности. Эмигрировал в 1891 году, жил в Великобритании, ездил в Бразилию для того, чтобы выяснить условия эмиграции туда поляков. После возвращения в Польшу был арестован и заключён на несколько месяцев в 1-м бастионе Варшавской цитадели, затем сидел в плоцкой и яновской тюрьмах. После освобождения в 1893 году стал заниматься сельским хозяйством. Основатель нескольких крестьянских кооперативных товариществ. Много уделял работе в Люблинском сельскохозяйственном обществе. С 1900 года вошёл в состав Национальной лиги. Владел сельскохозяйственными землями площадью 900 десятин, дополнительно брал в аренду 8 тысяч десятин в Яновском уезде. Владел Воловицким винокуренным заводом.
Был выборщиком на выборах в Государственную думу I созыва, но избран в Думу не был.
6 февраля 1907 избран в Государственную думу II созыва от общего состава выборщиков Люблинского губернского избирательного собрания. Вошёл в состав в Польского коло. Состоял в думской Комиссии по исполнению государственной росписи.
После роспуска Думы вернулся на родину в Польшу. Снова был выборщиком на выборах в Государственную думу III созыва, однако потерпел неудачу. Участвовал в работе многих польских сельскохозяйственных организаций. Начиная с 1908 и до 1923 года член Главного совета Центрального сельскохозяйственного общества.
В независимой Польше продолжал работать в различных общественных организациях.

## Семья
- Жена (примерно с 1900) — Халина Катаржина, урождённая Краевская (1882—1978)[1]
  - Сын — Здзислав (1908—1939)[1]
  - Дочь — Тереза (1909—2004)[1],
  - Дочь — Халина (1910—1993), замужем за Казимежом Чамоцким (1911—1995)[1]
- Брат — Юзеф (1863—1891)
- Брат — Леон Антоний (1864—1924)[1]
- Сестра — Мария (1867—1929), двое сыновей[1]
- Сестра — Зофья Паулина (1868—1895)
- Брат — Ян Александр (1870—1946)
- Брат — Станислав Павел (1872—1922), женат на Марии Зофье, урождённой Свида-Полны, в семье два сына[1].

### Рекомендуемые источники
- Brzoza Cz., Stepan K. Poslowie polscy w Parlamente Rosyjskim, 1906—1917: Slownik biograficzny. Warszawa, 2001.
- Российский государственный исторический архив] Фонд 1278. Опись 1 (2-й созыв). Дело 96; Дело 539. Лист 9.